# Jay Heimowitz
Jay Heimowitz (26 december 1937) is een professionele pokerspeler uit de Verenigde Staten. Zijn eerste World Series of Poker deelname was in 1975. Sindsdien heeft hij zes titels weten te winnen.
Heimowitz maakt deel uit van de groep spelers die geholpen hebben bij het oprichten van The Mayfair Club. Een bekende pokerclub in New York waar veel kampioenen uit zijn voortgekomen. Andere bekende spelers waren Mickey Appleman, Dan Harrington, Erik Seidel en Howard Lederer.

## World Series of Poker bracelets
| Jaar | Toernooi                        | Prijs    |
| ---- | ------------------------------- | -------- |
| 1975 | $5.000 No Limit Hold'em         | $32.000  |
| 1986 | $1.500 Limit Hold'em            | $175.800 |
| 1991 | $5.000 Pot Limit Omaha          | $126.000 |
| 1994 | $1.500 Pot Limit Hold'em        | $148.200 |
| 2000 | $5.000 Limit Hold'em            | $284.000 |
| 2001 | $10000 The Seniors Championship | $115.430 |